# Mansarda

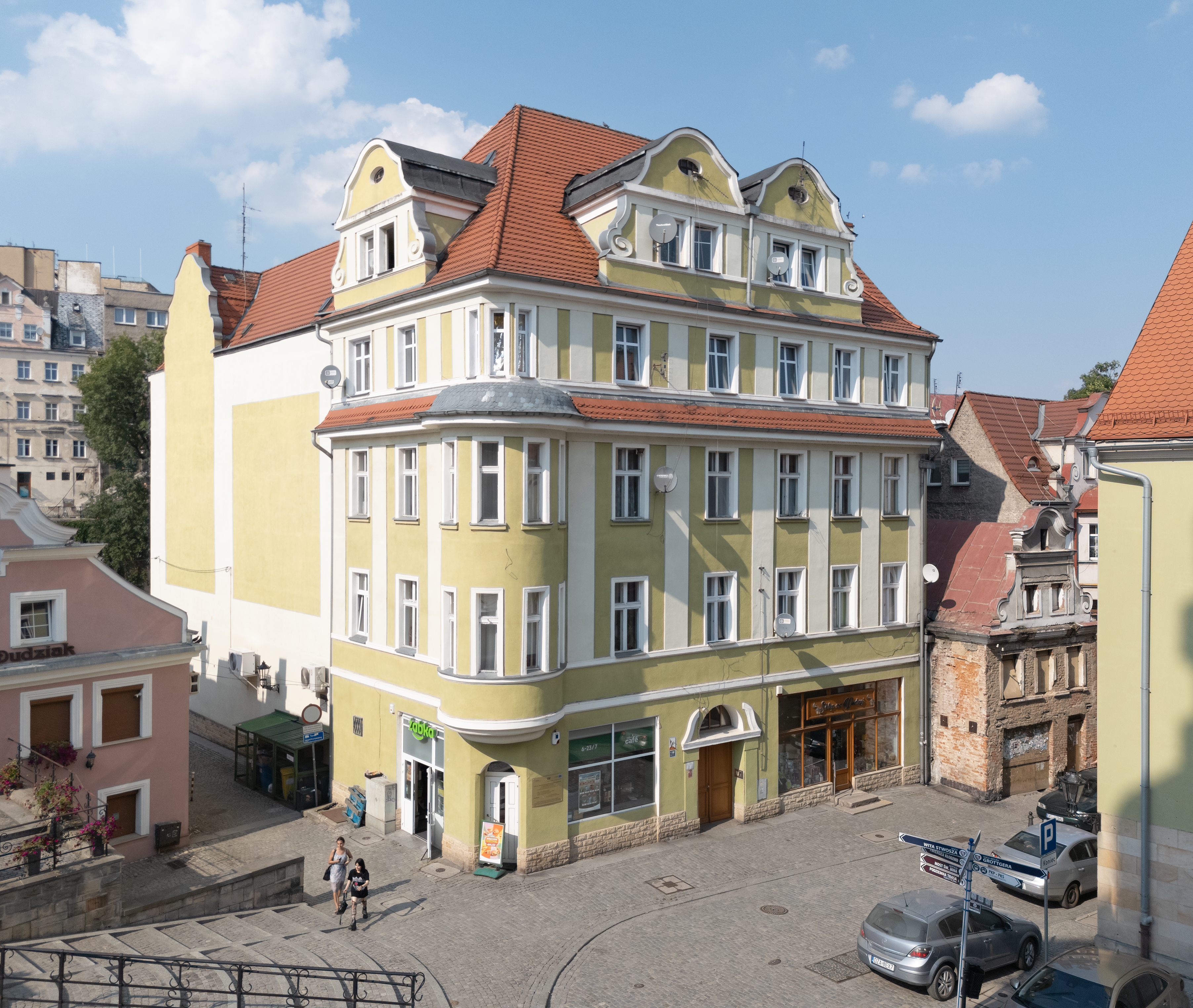
Budynek z mansardami

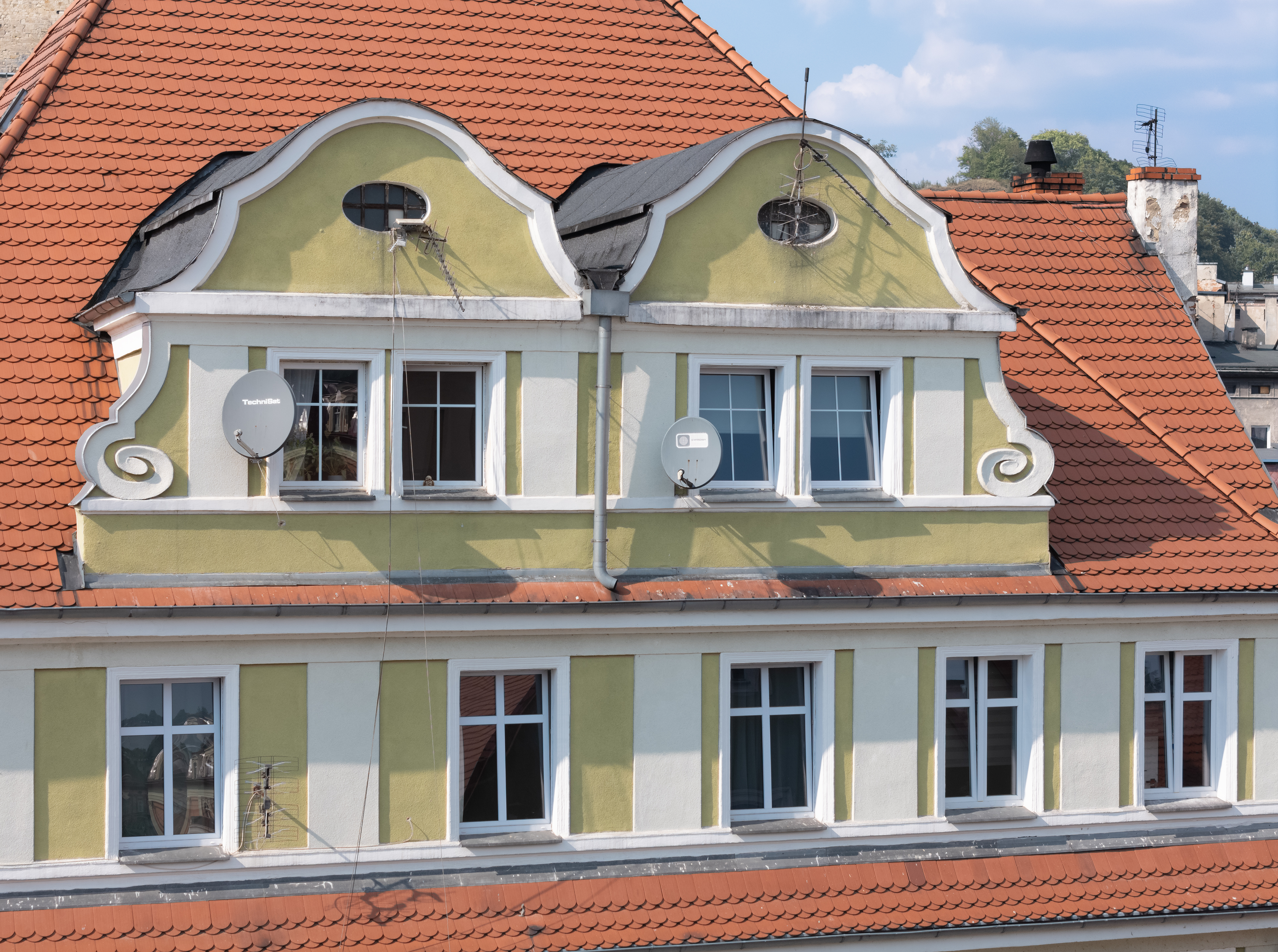
Mansardy

Mansarda (facjata, facjatka) – pomieszczenie mieszkalne znajdujące się w kondygnacji strychowej, wydzielone z niej ścianami, które przenikając przez połać dachu formują nadbudowę nad koronującym gzymsem budynku.
Facjata jest przykryta odrębnym dachem. Jest powszechnie stosowana od czasu średniowiecza, występując w kamienicach mieszczańskich, pałacach, zamkach, dworach i domach. W XIX wieku i na początku XX wieku występowała bardzo często w domach podmiejskich.
Często używa się tego terminu do określenia pomieszczenia mieszczącego się pod dachem mansardowym, m.in. spadzistym, typowym dla okolic górskich itp.